# St. Olafs kyrka, Balestrand
St. Olafs kyrka är en anglikansk kyrka i tätorten Balestrand i Sogndals kommun i Vestland fylke i västra Norge. Kyrkan som också kallas den engelska kyrkan byggdes 1897, som en stavkyrkoimitation. Den har 95 sittplatser.

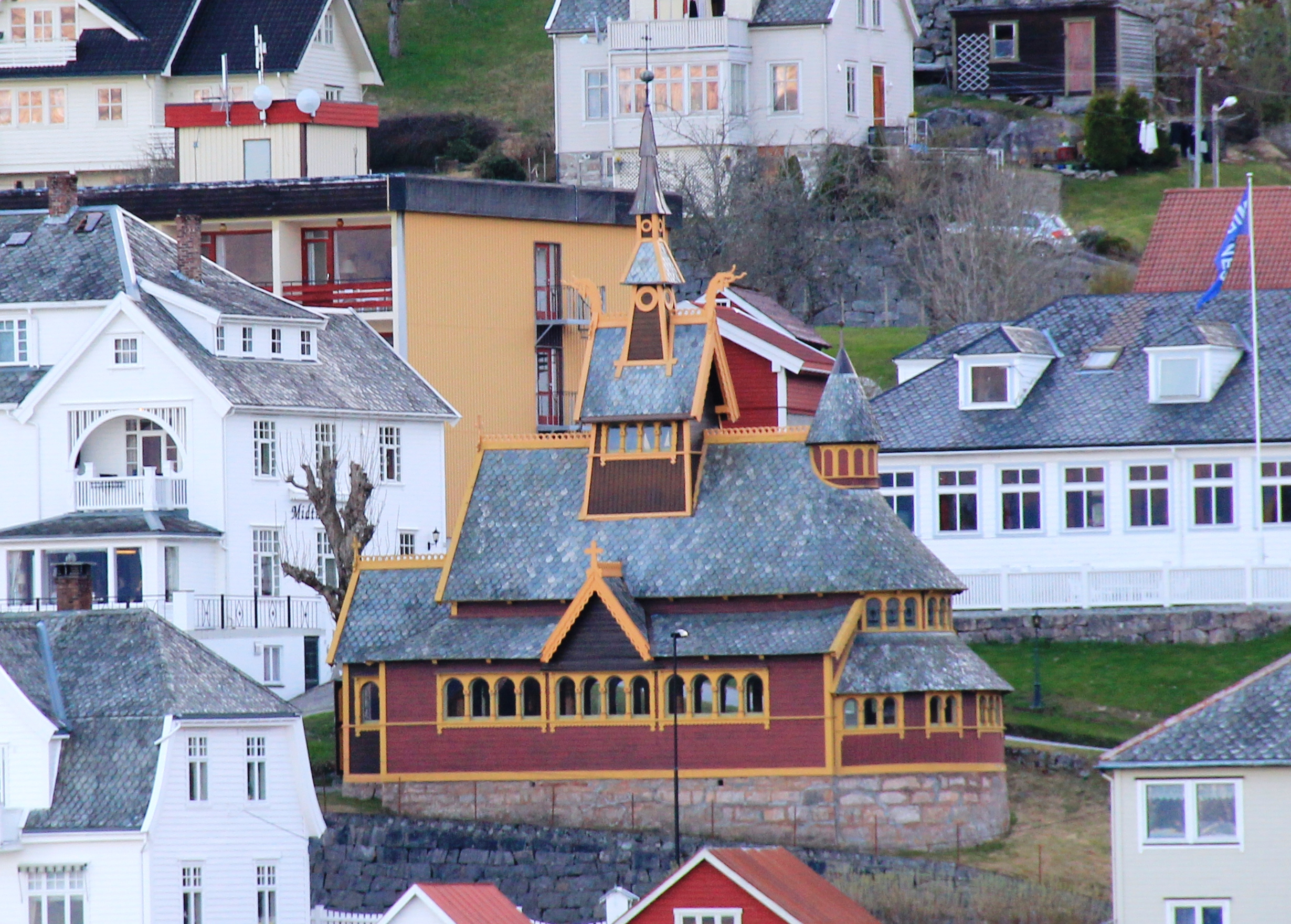
St Olafs kyrka sett från fjorden.

## Historia
Under den senare hälften av 1800-talet var Balestrand en populär plats för engelska turister. En av dessa var den engelska prästdottern och klättringspionären Margaret Sophia Green. Hon trivdes mycket bra både med de norska fjällen och med norrmän, och gifte sig 1890 med Knut Kvikne, hotellvärden på Kviknes Hotel i Balestrand. Margaret fick tuberkulos, och dog 1894. På dödsbädden berättade hon för sin man att hon hade en dröm om att det skulle byggas en engelsk kyrka i Balestrand. 
Knut Kvikne fick skilja ut en tomt från Kviknes hotels stora tomt, och med hjälp av generösa pengagåvor från två amerikanska kvinnor kunde byggandet börja. Kyrkan invigdes bara tre år efter Margarets död.

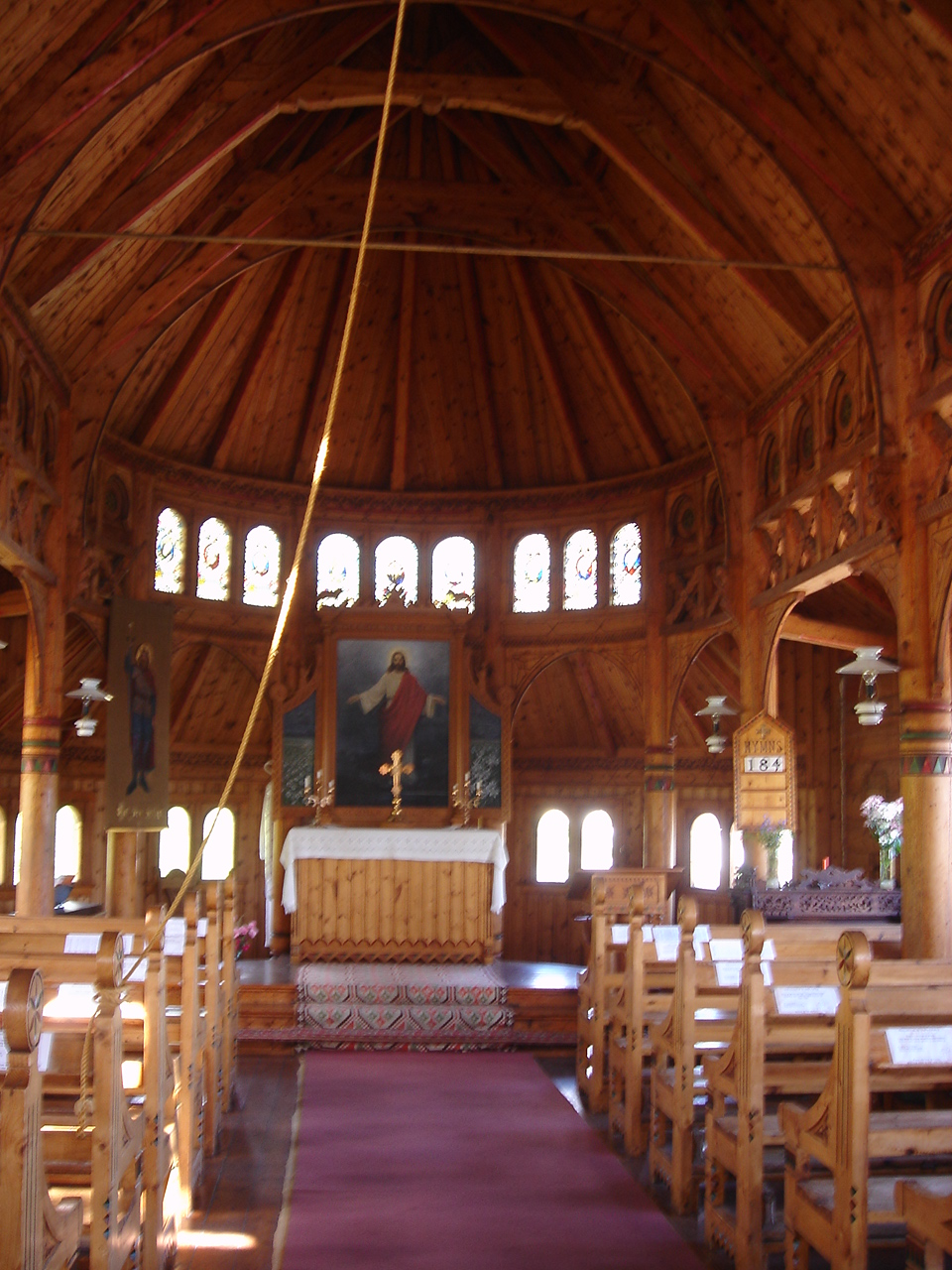
St.Olafs kyrka mot altaret. Repet som hänger ned från taket är för att ringa med kyrkklockan.

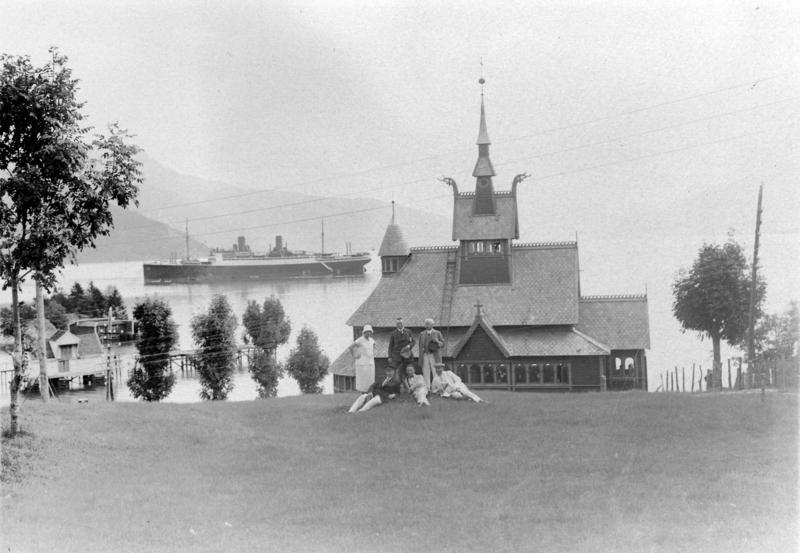
Turistbild av kyrkan tagen sommaren 1925

## Byggnaden
Kyrkan ser från utsidan ut som en stavkyrka, men med liggande timmer. Den har två spiror, en över koret och en över tornet mitt på kyrkoskeppet. Tornet är dekorerat med två drakhuvuden. Själva koret är apsisformad.

## Glasmålningar
I koret är det nio glasmålningar med helgonmotiv. Av dessa helgon är det tre norska helgon; Sankt Olof, Sankt Halvard och St. Sunniva. De andra är Maria, Jesu mor, Sankt Columba, Sankt Clemens, Sankt Bride, Sankt Svithun och Sankt Georg. 

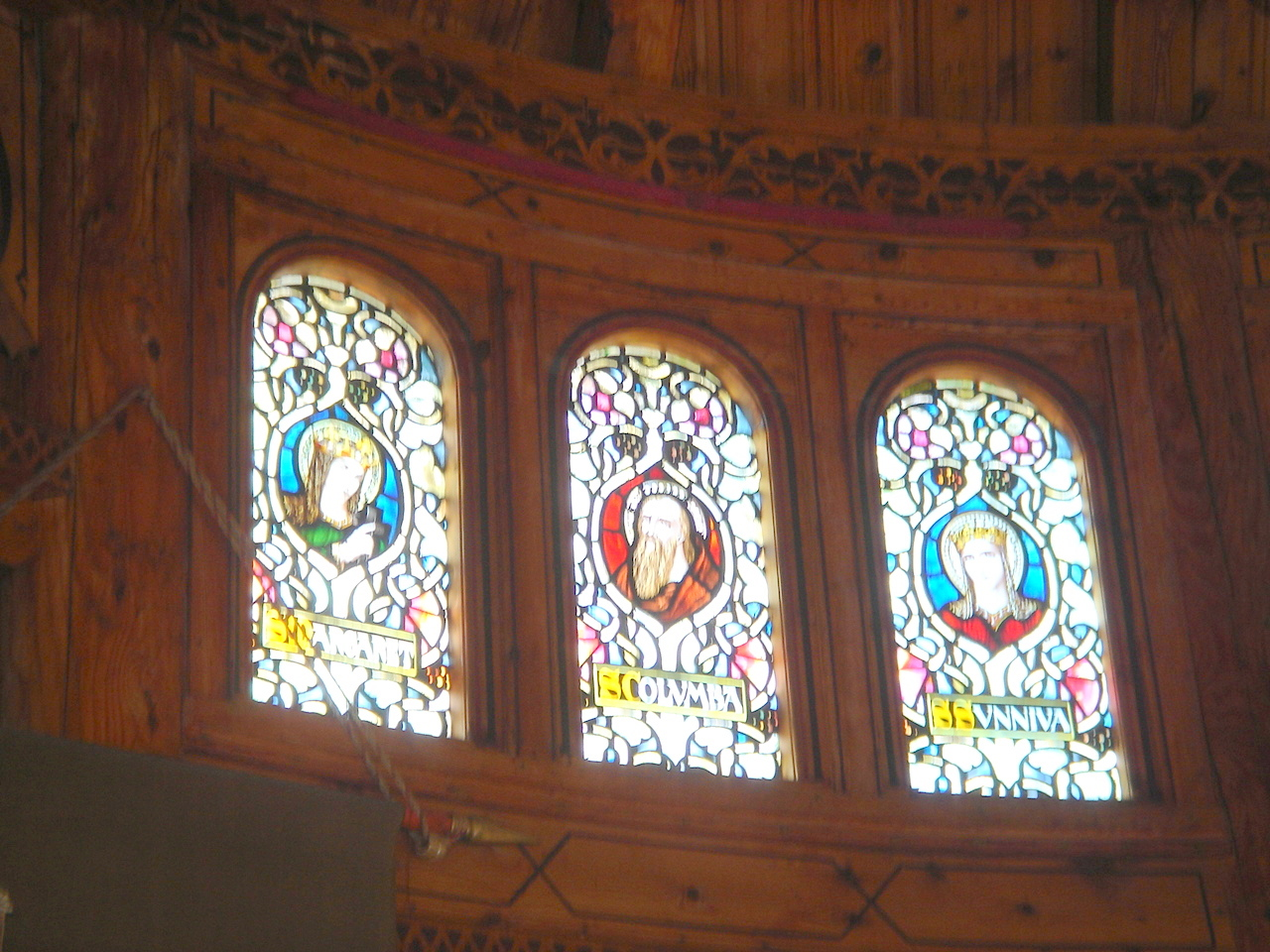
St.Bride, St. Columba, St. Sunniva.
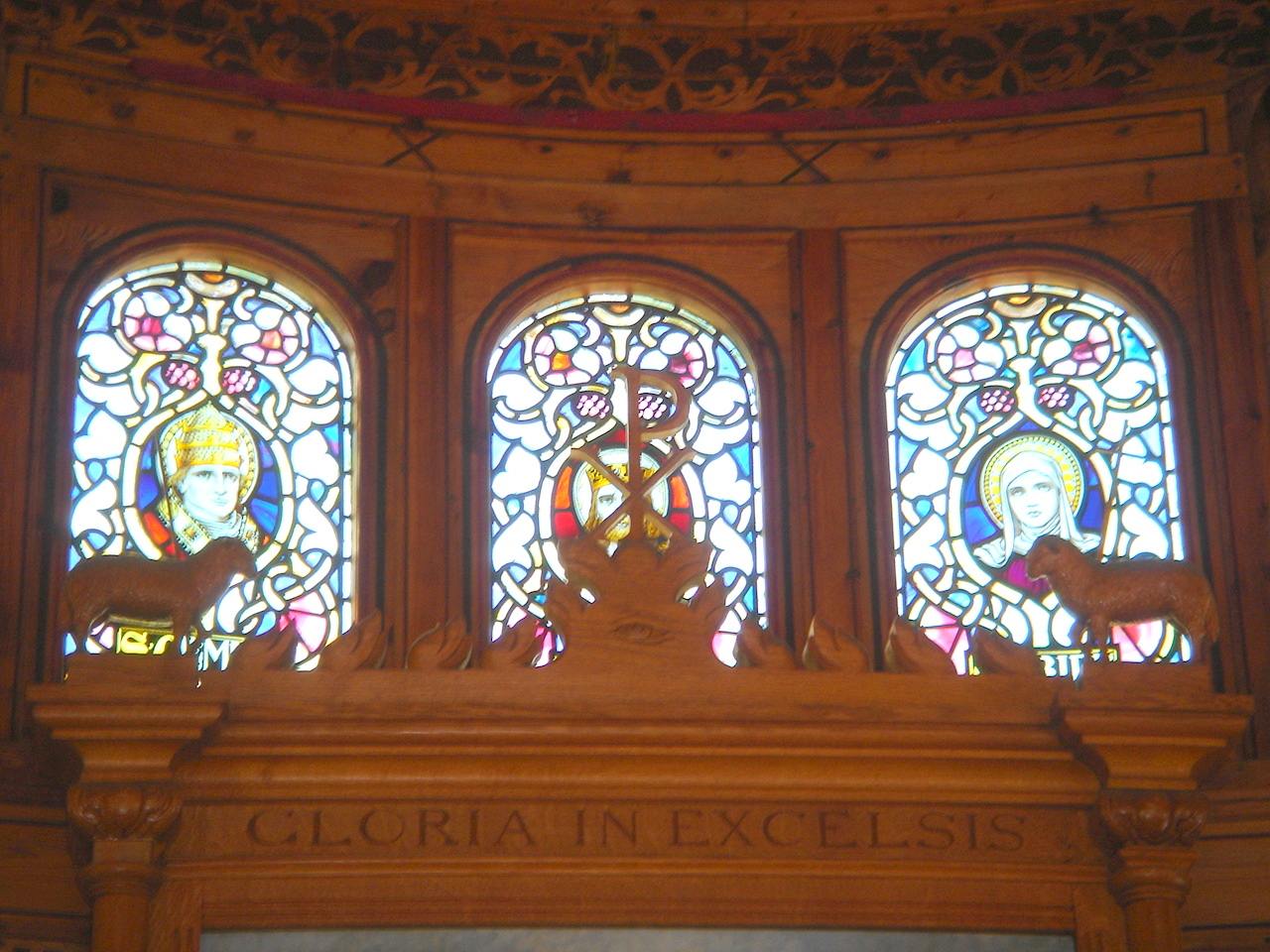
St. Clemens, St. Olav, St. Maria.
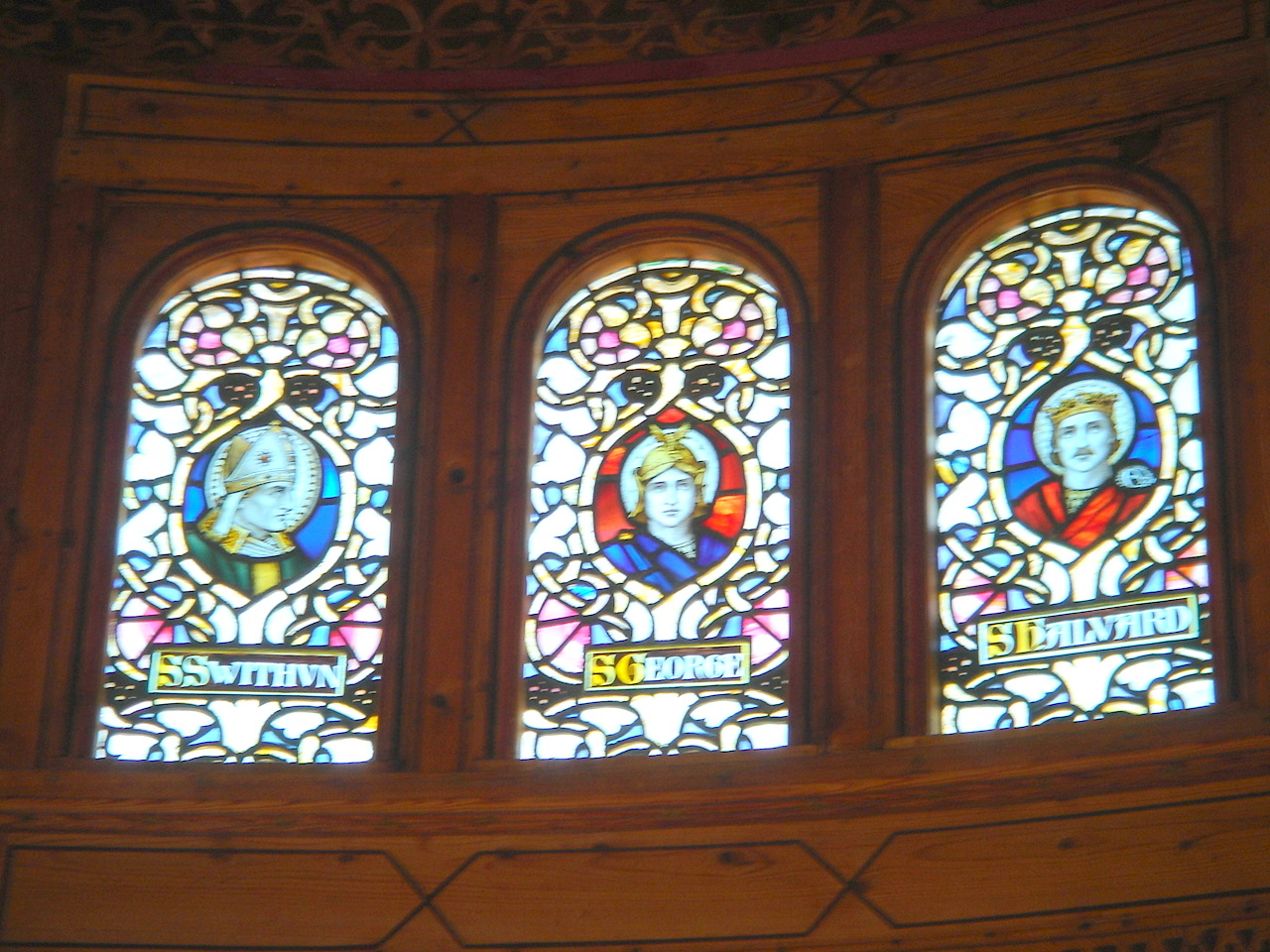
St. Svitun, St George, St. Hallvard.

## Inventarier

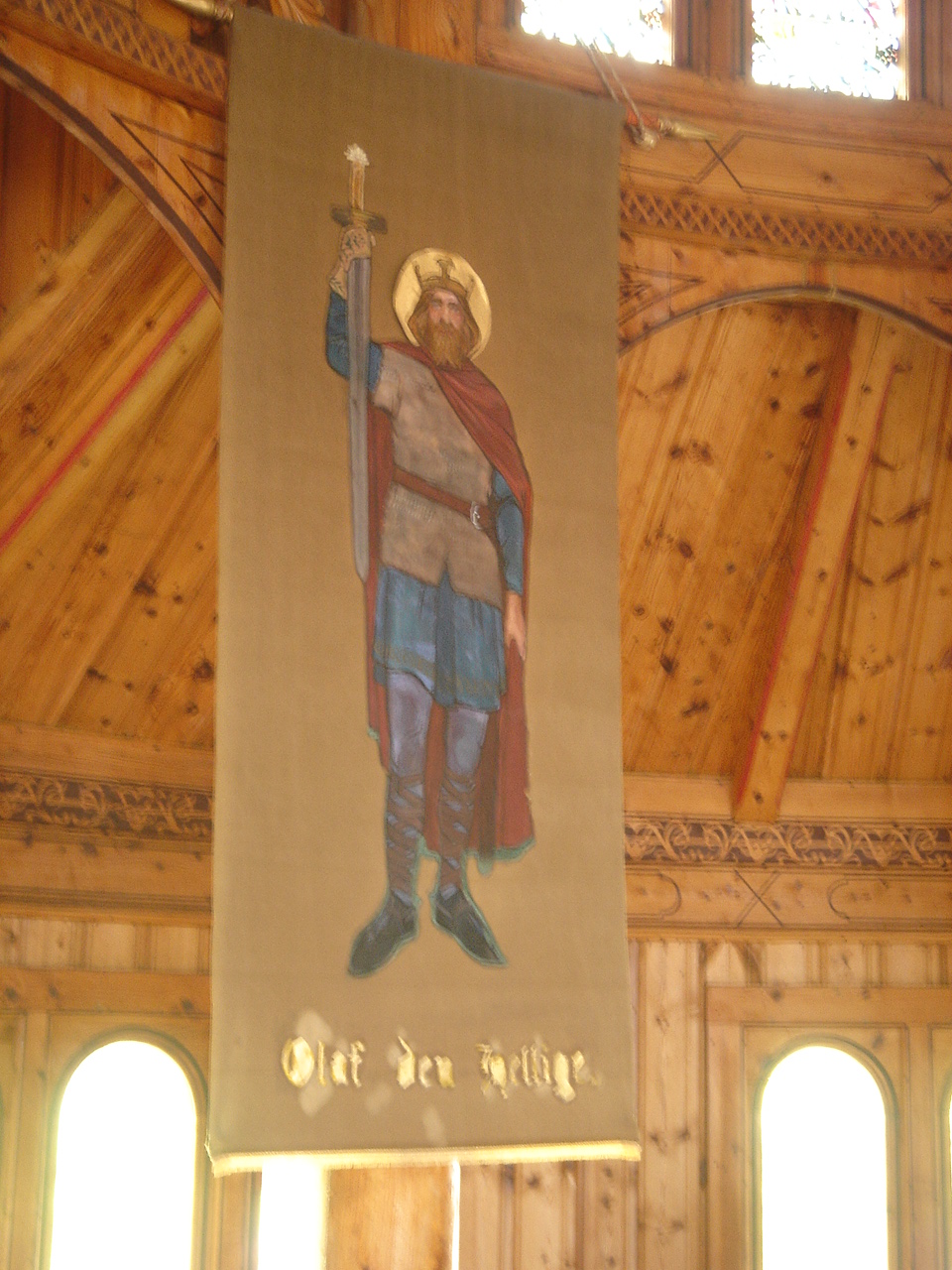
Fanan med en målad bild av Sankt Olof Fanan hänger i koret, till vänster om altaret.

### Altartavla
Altartavlan är från 1897 och visar den uppståndne Kristus. Den är målad av Emma Pastor Normann.

### Fanan med bild
Kyrkan har en fana med bild av Sankt Olof. Fanan är förmodligen från 1897. 

### Porträtt av Margaret Sophia Green Kvikne
Precis innanför ytterdörren hänger ett målat porträtt av Margaret Sophia Green Kvikne, som blev hennes namn efter att hon gifte sig.

### Minnestavla i mässing
Minnestavlan har inskriptionen The Mountains shall bring Peace. Detta är hämtat från Psalm 72, och var en mycket viktigt bibelvers för den klätterintresserade Margaret Kvikne.

## Användning i dag
Kyrkan används till anglikanska gudstjänster på engelska under sommarhalvåret. Varje söndag är det tre gudstjänster. Det är också gudstjänster på vardagarna och på helgdagarna när det är präster tillsatta.
Kyrkan drivs av gåvor från turisterna, och prästerna som tjänstgör i kyrkan är engelska präster som jobbar gratis. Kvikne hotel ger dem gratis kost och logi, något de har gjort sedan kyrkan invigdes.
Kyrkan ligger under biskopen av Gibraltar. Denna biskopen har säte i London och har ansvar för alla församlingar utanför Storbritannien. I Norge är det huvudprästen av de anglikanska prästerna som har det lokala ansvaret.